# Кістяківський Олександр Богданович
Кістяківський Олександр Богданович (*13 серпня 1904, с. Хатки, нині у межах села Малий Перевіз Шишацького району Полтавської області — †22 червня 1983 м.Київ) — видатний український біолог, орнітолог, доктор біологічних наук, професор.

## Життєпис
походив з родини відомого правознавця, філософа-віхівця та соціолога, академіка УАН Богдана Олександровича Кістяковського (1868—1920) та Марії Беренштам. Старший брат — Георгій (Джордж, Юрій) Богданович Кістяківський (1900—1982) — видатний американський фізик та хімік, один з учасників «Манхеттенського проекту», помічник президента США Дуайта Ейзенхауера з науки та техніки.
Ще у віці 15 років почав працювати в Зоологічному музеї ВУАН у Києві (згодом Інститут зоології та біології ВУАН), де виконував технічну роботу по впорядкуванню та збереженню колекцій, почав вивчати пухоїдів і птахів, з середини 1920-х брав участь у експедиційних виїздах.
Закінчив Ленінградський державний університет в 1930 році. В 1936 працював у Канівському заповіднику, а у 1937 — асистентом в зоомузеї.
В період Другої світової війни Олександр Богданович Кістяківський з 1941 по 1945 роки у званні лейтенанта брав участь у бойових операціях інженерних військ, воював у складі Другого Українського фронту. Під час звільнення Києва командував взводом інженерного батальйону, якому був даний наказ навести понтонний міст у с. Балико-Щучинка на Букринський плацдарм, що був задуманий для відволікання ворога при наступі на Київ через Лютізький плацдарм. За участь в цій операції був нагороджений орденом Червоної зірки.
З 1946 року — доцент, з 1961 — професор кафедри зоології хребетних Київського державного університету імені Тараса Шевченка. З 1965 — завідувач кафедри зоології хребетних цього ВНЗ.
Тема кандидатської дисертації — «Птахи західного Паміру» (рос.) (1946 рік). Тема докторської дисертації — «Статевий добір і видові розпізнавальні ознаки у птахів» (1960 рік). Розвивав такі наукові напрямки, як орнітогеографія, мисливствознавство, теорія статевого добору. Встановив наявність у птахів орієнтаційних та навігаційних дублюючих систем. Член Вченої ради біологічного факультету Київського університету та Вченої ради Інституту зоології АН УРСР. Член редакційної ради журналу «Вестник зоологии». Член Орнітологічного товариства ім. Кеслера.
Автор понад 250 наукових праць.
Похований на Байковому цвинтарі у Києві.

## Нагороди
- «Орден Червоної Зірки»
- Медаль «Ветеран праці»

## Основні праці
- Материалы по зоогеографии Памира (На основе распространения наземных позвоночных). К. 1950
- «Фауна України». Т. 4: Птахи:загальна характеристика птахів.Курині. Голуби. Пастушки. Рябки. Журавлі. Дрофи. Кулики. Мартини. - К. 1957.
- Кистяковский А. Б. Половой отбор и видовые опознавательные признаки у птиц. – Киев: Изд-во Киев. гос. ун-та им Т. Г. Шевченко, 1958. – 200 с.
- Воїнственський М.А., Кістяківський О.Б. Визначник птахів УРСР. – К.: Рад. школа, 1962. - 371 с.